# Eleição federal canadense de 1957
A eleição federal canadense de 1957 foi realizada em 10 de junho de 1957, para selecionar os 265 membros da Câmara dos Comuns do Canadá do 23.º Parlamento do Canadá. Em uma das maiores reviravoltas da história política canadense, o Partido Conservador Progressivo (também conhecido como “PCs” ou “Tories”), liderado por John Diefenbaker, pôs fim a 22 anos de governo liberal, pois os Tories conseguiram formar um governo minoritário apesar de perder o voto popular para os liberais.
O Partido Liberal governava o Canadá desde 1935, vencendo cinco eleições consecutivas. Sob os primeiros-ministros William Lyon Mackenzie King e Louis St. Laurent, o governo construiu gradualmente um estado de bem-⁣estar social. Durante o quinto mandato dos liberais, os partidos da oposição os descreveram como arrogantes e indiferentes às necessidades dos canadenses. Eventos controversos, como o “Debate do Gasoduto” de 1956 sobre a construção do Gasoduto Trans-Canadá, prejudicaram o governo. St. Laurent, apelidado de “Tio Louis”, permaneceu popular, mas exerceu pouca supervisão sobre seus ministros.
Em 1956, o líder conservador George A. Drew renunciou inesperadamente devido a problemas de saúde. Em seu lugar, o partido PC elegeu o fogoso e carismático Diefenbaker. Os conservadores fizeram uma campanha centrada em seu novo líder, que atraiu grandes multidões para comícios e causou forte impressão na televisão. Os liberais fizeram uma campanha sem brilho, e St. Laurent fez poucas aparições na televisão. Desconfortável com o médium, o primeiro-ministro leu seus discursos de um roteiro e se recusou a usar maquiagem.
Abandonando sua estratégia usual de tentar fazer grandes incursões no Quebec dominado pelos liberais, os conservadores se concentraram em ganhar assentos nas outras províncias. Eles foram bem sucedidos; embora tenham conquistado poucos assentos em Quebec, conquistaram 112 assentos no total contra 105 dos liberais. Com os assentos restantes conquistados por outros partidos, o partido do PC tinha apenas uma pluralidade na Câmara dos Comuns, mas a margem foi suficiente para fazer John Diefenbaker, o primeiro-ministro conservador do Canadá desde R. B. Bennett em 1935.

## Contexto

### Dominação liberal
Os Conservadores governaram o Canadá pela última vez sob R.B. Bennett, que havia sido eleito em 1930. O governo de Bennett teve sucesso limitado em lidar com a Depressão sendo derrotado em 1935, quando o liberal William Lyon Mackenzie King, que já havia servido duas vezes como primeiro-ministro, foi restaurado ao poder. Os liberais venceram cinco eleições consecutivas entre 1935 e 1953, quatro das vitórias resultaram em governos de maioria poderosa. Os liberais trabalharam em estreita colaboração com o serviço civil (atraindo vários de seus ministros dessas fileiras) e seus anos de domínio viram prosperidades.

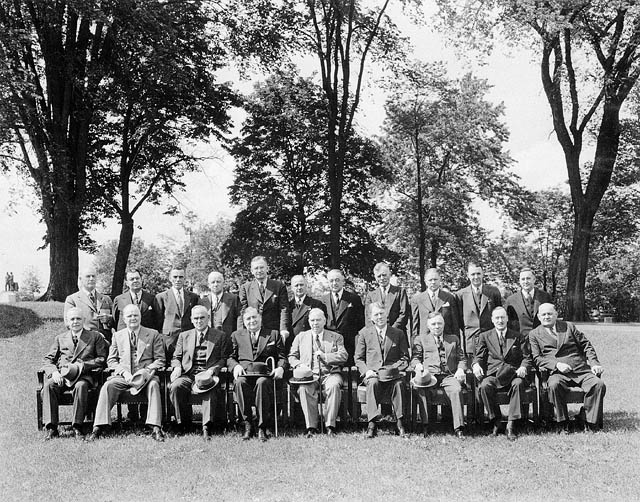
Mackenzie King (sentado ao centro, de terno claro) e seu gabinete, 1945. St. Laurent está sentado na extrema-esquerda, com CD Howe sentado em terceiro da esquerda.

Quando Mackenzie King se aposentou em 1948, ele foi sucedido pelo Ministro da Justiça Louis St. Laurent, um quebequense bilíngue que assumiu o cargo aos 66 anos. Um político adepto, St. Laurent projetava uma personalidade gentil e era carinhosamente conhecido por muitos canadenses como tio Louis. Na verdade, St. Laurent se sentia desconfortável longe de Ottawa, estava sujeito a crises de depressão (especialmente depois de 1953), e em viagens políticas era cuidadosamente administrado por publicitários da empresa Cockfield Brown. St. Laurent levou os liberais a um triunfo esmagador na eleição de 1949, fazendo campanha sob o slogan “Você nunca esteve tão bem”. Os liberais ganharam um quinto mandato consecutivo em 1953, com St. Laurent contente em exercer um estilo de liderança altamente relaxado. Os governos Mackenzie King e St. Laurent lançaram as bases para o estado de bem-estar social, um desenvolvimento inicialmente contestado por muitos conservadores. CD. Howe, considerado uma das principais forças do governo de St. Laurent, disse a seus oponentes conservadores quando eles alegaram que os liberais aboliriam as tarifas se o povo permitisse: “Quem nos impediria? Sério. Se quiséssemos nos safar, quem nos impediria?”

### Lutas conservadoras
No início de 1956, os Conservadores eram liderados pelo ex-primeiro-ministro de Ontário George A. Drew, que havia sido eleito líder do PC em 1948 sobre o deputado de Saskatchewan John Diefenbaker. Drew foi o quinto homem a liderar os Conservadores em seus 21 anos fora do poder. Nenhum chegou perto de derrotar os liberais; o melhor desempenho foi em 1945, quando John Bracken garantiu 67 assentos para os conservadores. Os liberais, no entanto, conquistaram 125 assentos e mantiveram sua maioria. Na eleição de 1953, o partido PC ganhou 51 assentos de 265 na Câmara dos Comuns. Posteriormente, os conservadores conquistaram dois assentos dos liberais em eleições suplementares, e os liberais (que haviam conquistado 169 assentos em 1953) perderam um assento adicional para a Federação Cooperativa da Commonwealth (CCF, o antecessor do Novo Partido Democrático (NDP)).

Depois de mais de duas décadas em oposição, os conservadores estavam intimamente associados a esse papel aos olhos do público. Os Tories eram vistos como o partido dos ricos e do Canadá de língua inglesa e atraíram cerca de 30% dos votos nas eleições federais. Os Conservadores tiveram pouco sucesso em Quebec nos últimos quarenta anos. Em 1956, o Partido do Crédito Social estava se tornando um rival em potencial dos Conservadores como o principal partido de direita do Canadá. O jornalista e autor canadense Bruce Hutchison discutiu o estado dos Conservadores em 1956:
Quando um partido que se diz conservador não consegue pensar em nada melhor do que superar as promessas eleitorais do governo; quando exige economia em um fôlego e aumento de gastos no outro; quando propõe um corte imediato de impostos independentemente dos resultados inflacionários... quando, em suma, o Partido Conservador não nos dá mais uma alternativa conservadora depois de vinte e um anos... então nosso sistema político precisa desesperadamente de uma oposição preparada para defender algo mais do que a chance improvável de vitória rápida.

### Corra para a campanha
Em 1955, os Conservadores, por uma obstrução determinada, conseguiram forçar o governo a retirar emendas à Lei de Compras de Defesa, que tornariam permanentes os poderes temporários e extraordinários concedidos ao governo. Drew liderou os conservadores em uma segunda batalha com o governo no ano seguinte: no chamado “Debate Pipeline”, o governo invocou o fechamento repetidamente em um debate de semanas que terminou com o presidente ignorando os pontos de ordem, pois tinha a divisão sinos tocaram. Ambas as medidas estavam intimamente associadas a Howe, o que, em combinação com seus comentários anteriores, levou os conservadores a alegar que Howe era indiferente ao processo democrático.
Os preparativos conservadores para uma próxima campanha eleitoral foram arruinados em agosto de 1956, quando Drew adoeceu. Os líderes conservadores sentiram que o partido precisava de uma liderança vigorosa com uma eleição federal que seria provavelmente convocada dentro de um ano. Em setembro, Drew renunciou. Diefenbaker, que falhou em duas candidaturas anteriores para a liderança, anunciou sua candidatura, assim como os líderes conservadores Davie Fulton e Donald Fleming. Diefenbaker, um advogado de defesa criminal de Prince Albert, Saskatchewan, estava na esquerda populista do partido PC. Os líderes conservadores que não gostavam de Diefenbaker e de seus pontos de vista, e esperavam encontrar um candidato da ala conservadora do partido de Drew, cortejaram o presidente da Universidade de Toronto, Sidney Smith, como candidato. No entanto, Smith se recusou a concorrer.

## Problemas
Os liberais e os partidos PC diferiram consideravelmente nas políticas fiscais e tributárias. Em seu discurso de abertura da campanha no Massey Hall em Toronto, Diefenbaker afirmou que os canadenses estavam sobrecarregados no valor de US$ 120 por família de quatro pessoas. Diefenbaker prometeu reduzir impostos e castigou os liberais por não reduzirem impostos apesar do superávit do governo. St. Laurent também abordou a política tributária em seu discurso de abertura, em Winnipeg. St. Laurent observou que, desde 1953, as taxas de impostos haviam caído, assim como a dívida nacional, e que o Canadá tinha a reputação de ser um bom lugar para investimentos. O primeiro-ministro argumentou que o custo das promessas de campanha realizadas pelos conservadores progressistas inevitavelmente aumentaria a taxa de imposto. Diefenbaker também atacou as políticas monetárias de aperto monetário que mantinham as taxas de juros altas, reclamando estarem afetando fortemente o Atlântico e o oeste do Canadá.
Os conservadores prometeram mudanças nas políticas agrícolas. Muitos agricultores canadenses não conseguiram encontrar compradores para seu trigo; o partido do PC prometeu generosos adiantamentos em dinheiro sobre o trigo não vendido e prometeu uma política protecionista em relação aos produtos agrícolas estrangeiros. Os liberais argumentaram que tais tarifas não valiam a perda de posição de barganha nos esforços para buscar mercados estrangeiros para produtos agrícolas canadenses.
A instituição do estado de bem-estar foi em 1957 aceita por ambos os principais partidos. Diefenbaker prometeu expandir o esquema nacional de seguro de saúde para cobrir pacientes tuberculosos e de saúde mental. Ele caracterizou o aumento da pensão por velhice que o governo liberal estava instituindo como uma ninharia, nem mesmo o suficiente para acompanhar o custo de vida. Diefenbaker observou que o aumento atingiu apenas vinte centavos por dia, usando esse valor para ridicularizar as alegações liberais de que um aumento aumentaria a taxa de inflação. Todos os três partidos da oposição prometeram aumentar a pensão, com os Credores Sociais e a CCF inclusive declarando os valores específicos pelos quais ela seria aumentada.

## Impacto
A inesperada derrota dos liberais foi atribuída a várias causas. O Cidadão de Ottawa afirmou que a derrota pode ser atribuída à "conversa incômoda... de que os liberais estão há muito tempo". recorde tinha sido o melhor do mundo democrático, o partido falhou miseravelmente em explicá-lo. O autor e cientista político H.S. Ferns discordou de Kent, afirmando que a visão de Kent refletia a "suposição liberal de que 'Ninguém vai atirar no Papai Noel'" e que os canadenses na eleição de 1957 foram motivados por outras coisas além de interesses materiais. Peter Regenstreif citou a estratégia conservadora progressiva nas eleições de 1957 e 1958 "como clássicos de ingenuidade inigualáveis na história política canadense. Muito do crédito pertence ao próprio Diefenbaker; pelo menos alguns devem ir para Allister Grosart". Uma pesquisa feita com os que abandonaram os liberais em 1957 mostrou que 5,1% o fizeram por causa do Suez, 38,2% por causa do Debate Pipeline, 26,7% por causa do que consideravam um aumento inadequado da pensão por velhice e 30% porque era hora de uma mudança.

## Resultados nacionais
Participação: 74,1% dos eleitores elegíveis votaram.